# Brigata di cucina
La brigata di cucina è l'insieme di tutto il personale di cucina, sia operatori qualificati sia apprendisti, che opera nella preparazione professionale di vivande. Si distingue dal personale addetto al servizio in sala detto invece brigata di sala.

## Origini
Si tratta di un concetto ideato da Auguste Escoffier, come struttura gerarchica organizzata in forma piramidale in cui mansioni e compiti erano rigorosamente distribuiti in ruolo specializzati, separati ma interdipendenti, come in una brigata. Tale struttura era ideata per rispondere innanzitutto alla sfida costituita dalle esigenze dei grandi hotel di fine Ottocento circa la qualità e la rapidità delle preparazioni. Si tratta di uno schema che rimase invariato fino agli anni sessanta. Il termine è rimasto in uso per definire anche le strutture di dimensioni ben minori, spesso con gerarchia meno rigida, caratteristiche della ristorazione attuale.

## Organizzazione gerarchica e ruoli
Tale organizzazione gerarchica prevede che ci sia un capo responsabile e una serie di altre figure a lui subordinate. Particolarmente all'estero, in una struttura complessa composta da più ristoranti (chiamati anche outlet), vi sono più chef di cucina i quali di solito riportano direttamente a un executive chef, coadiuvato da un executive sous-chef. Il capo della brigata di una cucina è lo chef di cucina (chef de cuisine), coadiuvato dal sous-chef ("sottocapocuoco"). A essi rispondono i vari chef de partie (capipartita). "Partite" (parties) sono i vari settori in cui è divisa la cucina, per Escoffier erano cinque. A oggi la brigata moderna è divisa in piatti caldi, piatti freddi, macelleria, panetteria-pasticceria. Ai vari chef di partita rispondono i commis.
La brigata di cucina in una struttura complessa comincia qui:

### Executive chef
L'executive chef, o capo cucina, è il responsabile e coordinatore delle operazioni degli chef de cuisine che a loro volta comandano una singola cucina e brigata. Si trova solo in strutture complesse per organizzazione, numero di stanze se si tratta di un hotel o resort, ristoranti e servizi annessi.
Lo scopo principale dell'executive chef è la creazione dei piatti, lo sviluppo del menù e la ricerca nelle materie prime, lavorazioni, attrezzature. Nello specifico:
- riporta direttamente a un general manager[2] e/o area manager ed eventualmente a un corporate chef o culinary director;
- approva gli ordini ai fornitori e i trasferimenti dal magazzino centrale agli outlet;
- approva i menù redatti dagli chef de cuisine anche tramite il cosiddetto food tasting, apportando piccole modifiche alle presentazioni e scegliendo di concerto con gli chef de cuisine ingredienti comuni per contenere il food cost;
- apporta cambiamenti ai prezzi della singola portata verificando le recipe cards redatte dagli chef de cuisine;
- redige e/o approva, insieme al banqueting manager i menù per eventi particolari, di solito buffet, ospitati in grandi spazi all'aperto o eventualmente in cosiddette ballroom. Tali eventi possono ospitare dai 50 fino anche a 1500 coperti e più;
- approva le nuove assunzioni e il licenziamento del personale;
- approva le promozioni interne, le vacanze annuali e gli spostamenti interni da una brigata (o ruolo) a un'altra;
- è responsabile del food cost di ogni singolo outlet e altresì del food cost complessivo dell'intera struttura, del mantenimento e raggiungimento di un budget annuale e mensile prestabilito e deciso di concerto con il finance department;
- non è in carico di una cucina o di un ristorante in particolare, perché le principali mansioni non sono infatti 'hands-on' ovvero materialmente cucinare, ma verificare (check), mostrare al personale con degli esempi come modificare un piatto, sia esso un cambiamento sulla presentazione o sul gusto/ingredienti da utilizzare;
- presiede il daily briefing ove partecipano di solito gli chef de cusine e/o i sous-chef;
- presiede il monthly departmental meeting ove partecipano di solito tutti gli chef a prescindere dal grado e ruolo;
- partecipa al daily briefing dei capo dipartimento presieduto dal GM (general manager);
- riceve giornalmente, a fine operazioni, dagli chef di cucina un rapporto (logbook) ove si evidenziano eventuali problemi, errori commessi e anche apprezzamenti ricevuti;
- interviene direttamente sul cosiddetto recovery (letteralmente recupero) che consiste nel riparare a un errore commesso durante il servizio al cliente (guest).

### Chef aboyeur
Chef che annuncia la comanda del cliente alla cucina. Oggi non è più presente nelle brigate di cucina perché il suo ruolo viene svolto da un sous-chef

### Executive sous-chef
È la seconda carica di una grande brigata in una struttura complessa. Nello specifico:
- riporta direttamente all'executive chef;
- di solito è in carico del ristorante principale di un hotel o resort che può essere il più grande in termini di volumi o il più raffinato in termini di stile culinario;
- può eventualmente essere in carico della cucina centrale, la quale si occupa di preparare e servire le pietanze del ristorante a buffet e anche degli eventi organizzati per gruppi o ricorrenze particolari. In strutture particolarmente organizzate ad altissimi livelli vi è invece una banqueting kitchen con relativa brigata separata dalla main kitchen, di cui è a capo uno chef de cuisine;
- fa le veci dell'executive chef in sua assenza partecipando ai meeting e briefing, firmando documenti e approvando ordini et simila;
- con l'eccezione di casi particolari, non assume o licenzia il personale direttamente.

In strutture particolarmente complesse vi possono essere più executive sous-chef con ruoli distinti ad esempio: in carico del ristorante a buffet; in carico della supervisione degli altri outlet; in carico del fine dining; in carico del banqueting (raramente in effetti si incontrano tre o quattro executive sous-chef in un resort o hotel).

### Chef de cuisine(capocuoco o chef di cucina)
Nello specifico:
- coordina il lavoro dei membri della brigata, stabilendo i turni di lavoro e assegnando i giorni di riposo;
- dispone compiti e lavori di routine e speciali;
- indirizza e aiuta l'attività dei suoi collaboratori;
- consiglia, propone e redige i menù;
- verifica gli ordini di generi alimentari stilati dai capipartita;
- compila la lista della spesa;
- si assicura sempre del buon funzionamento dei macchinari di cucina essenziali per una buona riuscita di una portata;
- è a stretto contatto con la direzione della struttura e con la reception;
- sta a contatto con i fornitori;
- nelle grandi strutture ricopre il ruolo di aboyeur (annunciatore).

### Sous-chef(sottocapo cuoco)
il sous-chef, detto anche chef in seconda,
- aiuta lo chef nello svolgimento delle sue funzioni e lo sostituisce in caso di assenza.

Questa figura è presente quasi esclusivamente nelle grandi brigate, in quelle più modeste tale ruolo viene svolto dallo chef saucier e dallo chef garde-manger.

### Chef de partie(capopartita)
Sono i responsabili di uno specifico settore (ad esempio uno per la carne, uno per il pesce, un altro per i piatti freddi, un altro ancora per le verdure e così via).

I capipartita si suddividono in:

#### Chef saucier(salsiere)
La sua attività consiste:
- nella preparazione delle salse di ogni tipo e in particolare di quelle calde;
- la cottura delle carni in umido, al salto e dei brasati;
- nelle piccole strutture è solitamente lui che si occupa dei secondi piatti laddove la brigata non prevede un rosticcere e un poissoniere.

Solitamente è il più esperto fra gli chef di partita.
Oggi in alcuni alberghi questa figura non è più presente.

#### Chef garde-manger(cambusiere o dispensiere)
è lo chef responsabile:
- delle preparazioni fredde;
- dell'approvvigionamento, gestione e conservazione delle carni, dei pesci e degli altri alimenti deperibili che si trovano nelle celle frigorifere;
- del disossamento delle carni, della pulizia e sventramento dei pesci, del pollame e della selvaggina;
- della preparazione delle gelatine, delle farce, delle salse fredde, degli antipasti freddi e dei piatti freddi per i buffet;
- è il responsabile delle celle frigorifere;
- si occupa delle derrate alimentari;
- cosa più importante è lui che si occupa dello sporzionamento di carne e pesce per i vari chef di partita;
- essendo il responsabile delle celle ogni giorno, per due volte al giorno (in ottemperanza alla legge sull'HACCP), deve compilare un registro nel quale vengono scritte le temperature.

Nell'attività è frequentemente assistito dai commis, da un boucher per le carni e da uno chef de froid.

#### Chef poissonier(pesciaiolo o ittico)
è lo chef che si occupa:
- del pesce, dei crostacei e dei molluschi e della loro cottura (ma non delle fritture e delle grigliate);
- delle salse, impiattamento;
- piatti a base di pesce;
- della guarnitura di tali piatti;
- anche di piatti freddi.

#### Chef communard(cuoco equipaggio o cuoco del personale)
è colui che si occupa della preparazione dei pasti per il personale, deve conoscere anche tutte le basi della cucina.

#### Chef rôtisseur
si occupa delle:

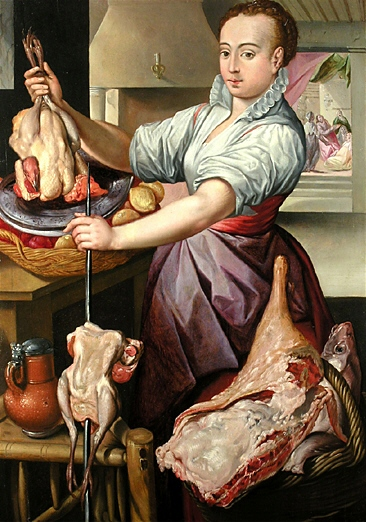

- cotture al forno, alla griglia, allo spiedo, delle fritture;
- della preparazione del pollame, della selvaggina;
- del taglio delle patate fritte.

È spesso aiutato da uno chef grillardin.
Nelle brigate di dimensioni ridotte, nelle quali non è previsto lo chef communard, prepara i secondi per il personale.

#### Chef entremetier
è lo chef che si occupa della preparazione:
- dei piatti a base di uova;
- delle verdure dei purè di verdure;
- dei legumi;
- delle guarnizioni e della preparazione di farinacei e dei risotti.

In Italia questo chef assume un ruolo molto importante perché è colui che si occupa dei primi piatti.
Nelle brigate di dimensioni ridotte nelle quali non è previsto lo chef communard, prepara anche i primi e i contorni per il personale.
Nelle brigate di grandi dimensioni è talvolta assistito da uno chef légumier.
In passato si occupava degli intermezzi (entremets) la preparazione dei quali oggi è di competenza dello chef pâtissier.

#### Chef potager(minestraio)
si occupa di
- tutte le preparazioni in brodo, zuppe, creme vellutate e consommé.

È una figura ormai rara spesso sostituita dallo chef entremetier.

#### Chef legumier(verduraio)
È una figura ormai rara, presente solo nelle grandi cucine dove si rapporta allo chef entremetier; è l'addetto alle verdure fresche e legumi.

#### Chef pâtissier(pasticciere)
Chef pâtissier: si occupa della preparazione
- di paste salate, vol au vent, tartelletta e altro;
- degli entremets (soufflé, crêpe, budini, charlotte, ecc.);
- della piccola pasticceria;
- della pasticceria vera e propria;
- negli alberghi si occupa anche dei cornetti e altri prodotti da forno e di pasticceria per la colazione.

È spesso aiutato dallo chef glacier e dallo chef confiseur.

#### Chef tournant(turnante)
Chef tournant: è colui che rimpiazza i vari chef di partita durante i loro congedi e le loro assenze. Deve perciò conoscere tutte le attività di cucina e non solo.

### Icommis
I commis sono gli "aiutanti" dei capipartita.

#### Chef de froid
Chef de froid: si occupa soprattutto delle guarnizioni dei piatti freddi.

#### Chef grillardin(grigliere)
Chef grillardin: si occupa
- della cottura di carni, pollame, pesce e verdure alla griglia;
- prepara i burri composti;
- e della mise en place della griglia.

#### Chef glacier(gelatiere)
Chef glacier: è l'addetto alla preparazione dei gelati, dei sorbetti e semifreddi.

#### Chef confiseur(confettiere)
Chef confiseur: assiste lo chef pâtissier nella preparazione di decorazioni e preparati a base di zucchero e cioccolato.

#### Chef de garde(cuoco di guardia)
Chef de garde: è il cuoco che "copre" gli orari nei quali gli altri chef non sono di servizio.
- controlla i cibi in cottura;
- prepara eventuali pasti fuori orario.

### Il personale di supporto

#### Plongeur(lavapiatti)
Plongeur: è l'addetto al lavaggio dei piatti, delle pentole e degli utensili.

#### Marmiton(lavapentole)
Nelle grandi brigate sostituisce il plongeur nel lavaggio delle pentole e delle padelle.

#### Garzone di cucina(tuttofare)
Garzone di cucina: è l'addetto:
- alla pulizia delle verdure;
- alla pulizia dei locali;
- ai lavori di facchinaggio.

## Composizione della brigata moderna
Struttura piramidale presente particolarmente all'estero in hotel, resort, catene internazionali di ristoranti:
- Corporate chef
- Culinary director
- Executive chef
- Executive pastry chef
- Executive sous-chef
- Chef de cuisine
- Sous-chef
- Chef de partie
- Demi chef de partie
- Commis I II III